# سفارت بلغارستان در لندن
سفارت بلغارستان در لندن (به انگلیسی: Embassy of Bulgaria) یک سفارت در بریتانیا است که در شهر وست‌مینستر واقع شده‌است.